# Cédric Djeugoué
Cédric Djeugoué, född 28 augusti 1992, är en kamerunsk fotbollsspelare (försvarare) som spelar för Coton Sport.
Djeugoué var uttagen i Kameruns trupp vid världsmästerskapet i fotboll 2014.